# Arrondissement de Forêt-Noire-Baar
L'arrondissement de Forêt-Noire-Baar est un arrondissement cantonal  (« Landkreis » en allemand) de Bade-Wurtemberg  (Allemagne) situé dans le district institutionnel (« Regierungsbezirk » en allemand) de Fribourg-en-Brisgau. 
Son chef-lieu est Villingen-Schwenningen.

## Tableau Général des Communes
| Unité Territoriale         | Statut                        | Nbre Quartiers Ortsteile/Stadtteile | Bourgmestre (Parti)   | Code Postal    | Indicatif Téléphonique                      | Code Plaque Minéralogique | Superficie   | Population | Date population | Densité |
| -------------------------- | ----------------------------- | ----------------------------------- | --------------------- | -------------- | ------------------------------------------- | ------------------------- | ------------ | ---------- | --------------- | ------- |
| Bad Dürrheim               | Ville                         | 7                                   | Walter Klumpp         | 78073          | +49-07706 et +49-07726                      | VS                        | 62,09 km²    | 12 896     | 31/12/2015      | 207,70  |
| Blumberg                   | Ville                         | 10                                  | (CDU)                 | 78176          | +49-07702 et +49-07736                      | VS                        | 98,69 km²    | 9 975      | 31/12/2015      | 101,07  |
| Bräunlingen                | Ville                         | 5                                   | Jürgen Guse (CDU)     | 78199          | +49-0771, +49-07705 et +49-07707            | VS                        | 62,10 km²    | 5 904      | 31/12/2015      | 95,07   |
| Brigachtal                 | Commune                       | 3                                   | Michael Schmitt (CDU) | 78086          | +49-07721                                   | VS                        | 22,80 km²    | 5 013      | 31/12/2015      | 219,87  |
| Dauchingen                 | Commune                       | 1                                   | Torben Dorn           | 78083          | +49-07720                                   | VS                        | 10,04 km²    | 3 649      | 31/12/2015      | 363,45  |
| Donaueschingen             | Grande Ville d'Arrondissement | 8                                   | Erik Pauly (CDU)      | 78166          | +49-0771                                    | VS                        | 104,62 km²   | 21 746     | 31/12/2015      | 207,86  |
| Furtwangen im Schwarzwald  | Commune                       | 4                                   | Josef Herdner         | 78120          | +49-07723                                   | VS                        | 82,57 km²    | 9 091      | 31/12/2015      | 110,10  |
| Gütenbach                  | Commune                       | 1                                   | Rolf Breisacher       | 78148          | +49-07723                                   | VS                        | 18,49 km²    | 1 170      | 31/12/2015      | 63,28   |
| Hüfingen                   | Ville                         | 6                                   | Michael Kollmeier     | 78183          | +49-0771                                    | VS                        | 58,53 km²    | 7 583      | 31/12/2015      | 129,56  |
| Königsfeld im Schwarzwald  | Commune                       | 6                                   | Fritz Link            | 78126          | +49-07725                                   | VS                        | 40,24 km²    | 5 945      | 31/12/2015      | 147,74  |
| Mönchweiler                | Commune                       | 1                                   | Rudolf Fluck          | 78087 et 78112 | +49-07721                                   | VS                        | 9,60 km²     | 2 960      | 31/12/2015      | 308,33  |
| Niedereschach              | Commune                       | 4                                   | Martin Ragg           | 78078 et 78083 | +49-07728                                   | VS                        | 33,08 km²    | 5 887      | 31/12/2015      | 177,96  |
| Schonach im Schwarzwald    | Commune                       | 2                                   | Jörg Frey             | 78136          | +49-07722                                   | VS                        | 36,71 km²    | 4 009      | 31/12/2015      | 109,21  |
| Schönwald im Schwarzwald   | Commune                       | 2                                   | Christian Wörpel      | 78141          | +49-07722                                   | VS                        | 27,81 km²    | 2 380      | 31/12/2015      | 85,58   |
| St. Georgen im Schwarzwald | Ville                         | 1                                   | Michael Rieger        | 78112          | +49-07724 et +49-07725                      | VS                        | 59,85 km²    | 12 838     | 31/12/2015      | 214,50  |
| Triberg im Schwarzwald     | Ville                         | 2                                   | Gallus Strobel (CDU)  | 78098          | +49-07722                                   | VS                        | 33,33 km²    | 4 787      | 31/12/2015      | 143,62  |
| Tuningen                   | Commune                       | 1                                   | Jürgen Roth (CDU)     | 78609          | +49-07464                                   | VS                        | 15,59 km²    | 2 936      | 31/12/2015      | 188,33  |
| Unterkirnach               | Commune                       | 1                                   | Andreas Braun         | 78089          | +49-07721                                   | VS                        | 13,17 km²    | 2 534      | 31/12/2015      | 192,41  |
| Villingen-Schwenningen     | Ville-Arrondissement          | 11                                  | Rupert Kubon (SPD)    | 78048 à 78056  | +49-07425, +49-07725 +49-07720 et +49-07721 | VS                        | 165,48 km²   | 84 674     | 31/12/2015      | 511,69  |
| Vöhrenbach                 | Commune                       | 4                                   | Robert Strumberger    | 78147          | +49-07727                                   | VS                        | 70,48 km²    | 3 823      | 31/12/2015      | 54,24   |
| Forêt-Noire-Baar           | 20 Communes                   |                                     |                       |                |                                             |                           | 1 025,27 km² | 209 800    | 31/12/2015      | 204,63  |